# Tirreno-Adriático 2007
La 42.ª edición de la carrera ciclística Tirreno-Adriático se disputó entre el 14 y el 20 de marzo de 2007. La carrera empezó en Civitavecchia y finalizó en San Benedetto del Tronto, después de recorrer 1111,8 km en 7 etapas.
El ganador final fue Andreas Klöden. Le acompañaron en el podio Kim Kirchen y Aleksandr Vinokúrov, respectivamente.
En las clasificaciones secundarias se impusieron Riccardo Riccò (puntos, al ganar dos etapas), Salvatore Commesso (montaña) y Tinkoff Credit Systems (equipos).

## Etapas
| Etapa     | Fecha     | Recorrido                                       | type                    | Distancia (km) | Ganador                   | Líder              |
| --------- | --------- | ----------------------------------------------- | ----------------------- | -------------- | ------------------------- | ------------------ |
| 1.ª etapa | 14 de mar | Civitavecchia – Civitavecchia                   | etapa escarpada         | 175            | Robbie McEwen             | Robbie McEwen      |
| 2.ª etapa | 15 de mar | Civitavecchia – Marsciano                       | etapa escarpada         | 202            | Aleksandr Arekeyev        | Aleksandr Arekeyev |
| 3.ª etapa | 16 de mar | Marsciano – Macerata                            | etapa escarpada         | 213            | Riccardo Riccò            | Aleksandr Arekeyev |
| 4.ª etapa | 17 de mar | Pievebovigliana – Offagna                       | etapa escarpada         | 161            | Riccardo Riccò            | Riccardo Riccò     |
| 5.ª etapa | 18 de mar | Civitanova Marche – Civitanova Marche           | contrarreloj individual | 20,5           | Stefan Schumacher         | Stefan Schumacher  |
| 6.ª etapa | 19 de mar | San Benedetto del Tronto – San Giacomo          | etapa de media montaña  | 164            | Matteo Bono               | Andreas Klöden     |
| 7.ª etapa | 20 de mar | Civitella del Tronto – San Benedetto del Tronto | etapa escarpada         | 177            | Koldo Fernández de Larrea | Andreas Klöden     |

## Clasificaciones finales
- Las clasificaciones finalizaron de la siguiente forma:

### Clasificación general
| \| Clasificación general \| Clasificación general \| Clasificación general \| Clasificación general \| Clasificación general \| \| Ciclista \| Ciclista \| Equipo \| Tiempo \| \| \| --------------------- \| --------------------- \| ------------------------------ \| --------------------- \| --------------------- \| \| 1.º \| Andreas Klöden \| Astana \| 28 h 31 min 26 s \| \| \| 2.º \| Kim Kirchen \| T-Mobile \| + 4 s \| \| \| 3.º \| Alekszandr Vinokurov \| Astana \| + 12 s \| \| \| 4.º \| Stefan Schumacher \| Gerolsteiner \| + 22 s \| \| \| 5.º \| Janez Brajkovič \| Discovery Channel \| + 30 s \| \| \| 6.º \| Jens Voigt \| CSC \| + 33 s \| \| \| 7.º \| Vasil Kiryienka \| Tinkoff Credit Systems \| + 54 s \| \| \| 8.º \| Yevgueni Petrov \| Tinkoff Credit Systems \| + 58 s \| \| \| 9.º \| Michele Scarponi \| Acqua & Sapone - Caffè Mokambo \| + 59 s \| \| \| 10.º \| Michael Boogerd \| Rabobank \| + 1 min 11 s \| \| |                      |                                |                  |
| |                      |                                |                  |
| |                      |                                |                  |
| Clasificación general |                      |                                |                  |
| Ciclista | Ciclista             | Equipo                         | Tiempo           |
| 1.º | Andreas Klöden       | Astana                         | 28 h 31 min 26 s |
| 2.º | Kim Kirchen          | T-Mobile                       | + 4 s            |
| 3.º | Alekszandr Vinokurov | Astana                         | + 12 s           |
| 4.º | Stefan Schumacher    | Gerolsteiner                   | + 22 s           |
| 5.º | Janez Brajkovič      | Discovery Channel              | + 30 s           |
| 6.º | Jens Voigt           | CSC                            | + 33 s           |
| 7.º | Vasil Kiryienka      | Tinkoff Credit Systems         | + 54 s           |
| 8.º | Yevgueni Petrov      | Tinkoff Credit Systems         | + 58 s           |
| 9.º | Michele Scarponi     | Acqua & Sapone - Caffè Mokambo | + 59 s           |
| 10.º | Michael Boogerd      | Rabobank                       | + 1 min 11 s     |

### Clasificación por puntos
| Clasificación por puntos | Clasificación por puntos | Clasificación por puntos       | Clasificación por puntos | Clasificación por puntos |
| Ciclista                 | Ciclista                 | Equipo                         | Puntos                   |                          |
| ------------------------ | ------------------------ | ------------------------------ | ------------------------ | ------------------------ |
| 1.º                      | Riccardo Riccò           | Saunier Duval-Prodir           | 32 pts                   |                          |
| 2.º                      | Daniele Contrini         | Tinkoff Credit Systems         | 31 pts                   |                          |
| 3.º                      | Andreas Klöden           | Astana                         | 30 pts                   |                          |
| 4.º                      | Alekszandr Vinokurov     | Astana                         | 25 pts                   |                          |
| 5.º                      | Stefan Schumacher        | Gerolsteiner                   | 24 pts                   |                          |
| 6.º                      | Kim Kirchen              | T-Mobile                       | 19 pts                   |                          |
| 7.º                      | Stuart O'Grady           | CSC                            | 19 pts                   |                          |
| 8.º                      | Aleksandr Arekeyev       | Acqua & Sapone - Caffè Mokambo | 17 pts                   |                          |
| 9.º                      | Robbie McEwen            | Predictor-Lotto                | 16 pts                   |                          |
| 10.º                     | Janez Brajkovič          | Discovery Channel              | 15 pts                   |                          |

### Clasificación de la montaña
| Clasificación de la montaña | Clasificación de la montaña | Clasificación de la montaña | Clasificación de la montaña | Clasificación de la montaña |
| Ciclista                    | Ciclista                    | Equipo                      | Puntos                      |                             |
| --------------------------- | --------------------------- | --------------------------- | --------------------------- | --------------------------- |
| 1.º                         | Salvatore Commesso          | Tinkoff Credit Systems      | 15 pts                      |                             |
| 2.º                         | Fortunato Baliani           | Ceramica Panaria-Navigare   | 11 pts                      |                             |
| 3.º                         | Vasil Kiryienka             | Tinkoff Credit Systems      | 6 pts                       |                             |
| 4.º                         | Daniele Contrini            | Tinkoff Credit Systems      | 6 pts                       |                             |
| 5.º                         | Matteo Bono                 | Lampre-Fondital             | 5 pts                       |                             |
| 6.º                         | Aitor Hernández             | Euskaltel-Euskadi           | 5 pts                       |                             |
| 7.º                         | Enrico Gasparotto           | Liquigas                    | 3 pts                       |                             |
| 8.º                         | Stéphane Goubert            | AG2R Prévoyance             | 3 pts                       |                             |
| 9.º                         | Beñat Albizuri              | Euskaltel-Euskadi           | 3 pts                       |                             |
| 10.º                        | Francesco Failli            | Liquigas                    | 3 pts                       |                             |

### Clasificación por equipos
| Clasificación por equipos | Clasificación por equipos | Clasificación por equipos | Clasificación por equipos |
| Equipo                    | Equipo                    | Tiempo                    |                           |
| ------------------------- | ------------------------- | ------------------------- | ------------------------- |
| 1.º                       | Tinkoff Credit Systems    | 85 h 37 min 54 s          |                           |
| 2.º                       | Astana                    | + 1 min 07 s              |                           |
| 3.º                       | Caisse d'Épargne          | + 2 min 58 s              |                           |
| 4.º                       | CSC                       | + 4 min 34 s              |                           |
| 5.º                       | Discovery Channel         | + 4 min 44 s              |                           |

## Evolución de las clasificaciones
| Etapa (vencedor)              | Clasificación general | Clasificación de la montaña | Clasificación por puntos | Clasificación por equipos    |
| ----------------------------- | --------------------- | --------------------------- | ------------------------ | ---------------------------- |
| 1.ª etapa (Robbie McEwen)     | Robbie McEwen         | Salvatore Commesso          | Robbie McEwen            | Team CSC                     |
| 2.ª etapa (Aleksandr Arekeev) | Aleksandr Arekeev     | Fortunato Baliani           | Aleksandr Arekeev        | Acqua & Sapone-Caffè Mokambo |
| 3.ª etapa (Riccardo Riccò)    | Aleksandr Arekeev     | Salvatore Commesso          | Daniele Contrini         | Gerolsteiner                 |
| 4.ª etapa (Riccardo Riccò)    | Riccardo Riccò        | Salvatore Commesso          | Riccardo Riccò           | Tinkoff Credit Systems       |
| 5.ª etapa (Stefan Schumacher) | Stefan Schumacher     | Salvatore Commesso          | Andreas Klöden           | Astana                       |
| 6.ª etapa (Matteo Bono)       | Andreas Klöden        | Salvatore Commesso          | Riccardo Riccò           | Tinkoff Credit Systems       |
| 7.ª etapa (Koldo Fernández)   | Andreas Klöden        | Salvatore Commesso          | Riccardo Riccò           | Tinkoff Credit Systems       |
| Final                         | Andreas Klöden        | Salvatore Commesso          | Riccardo Riccò           | Tinkoff Credit Systems       |